# Cerro Chato
Cerro Chato – miasto w Urugwaju, w departamencie Durazno.